# Euthore meridana
Euthore meridana är en trollsländeart som först beskrevs av Selys 1879.  Euthore meridana ingår i släktet Euthore och familjen Polythoridae. IUCN kategoriserar arten globalt som livskraftig. Inga underarter finns listade i Catalogue of Life.